# Dicomano
Dicomano település Olaszországban, Toszkána régióban, Firenze megyében. Lakosainak száma 5454 fő (2023. január 1.). Dicomano Londa, Marradi, Pontassieve, Rufina, Vicchio és San Godenzo községekkel határos.

## Népesség
A település lakossága az elmúlt években az alábbi módon változott:
| Lakosok száma | 5642 | 5517 | 5454 |
|               | 2013 | 2018 | 2023 |